# 武打
武打，於戲曲中表演的武術搏鬥。粵劇中稱為武場。
由於武術家雲集在嶺南一帶，流派眾多，有洪拳、儒拳、蔡家拳、岳家教等，其中以詠春拳、蔡李佛拳、洪拳比較著名，所以在武場中使用的傳統嶺南武功注重坐功、打功、拳術、器械對打、高臺功夫、絕技，以近距離對打為主，強調力量。自從薛覺先從京劇引入北派功夫，強調大開大合，以遠距離對打為主，加強了舞臺上的觀賞美感。